# Grand Prix de la ville de Felino
Le Grand Prix de la ville de Felino (en italien : Gran Premio Città di Felino) est une course cycliste italienne disputée au mois d'août à Felino dans la province de Parme, en région Émilie-Romagne. Elle a fait partie de l'UCI Europe Tour de 2005 à 2009 en catégorie 1.2.

## Palmarès depuis 1991
| Année | Vainqueur              | Deuxième            | Troisième           |
| ----- | ---------------------- | ------------------- | ------------------- |
| 1991  | Stefano Copelli        |                     |                     |
| 1992  | Davide Dall'Olio       |                     |                     |
| 1993  | Samuele Schiavina (it) |                     |                     |
| 1994  | Fabrizio Guidi         |                     |                     |
| 1995  | Andrea Pagliani        |                     |                     |
| 1996  | Luca Baroso            |                     |                     |
| 1997  | Vladimir Duma          | Devis Fuser         | Claudio Ainardi     |
| 1998  | Massimo Mancini        | Massimo Sorice      | Giuseppe Di Fresco  |
| 1999  | Massimo Sorice         | Gianluca Nicole     | Igor Astarloa       |
| 2000  | Gabriel Moreau         | Gianluca Nicole     | Andrei Tcherniakov  |
| 2001  | Alberto Loddo          | Antonio Bucciero    | Marco Corsini       |
| 2002  | Fabio Gilioli          | Matteo Cappè        | Pablo de Pedro      |
| 2003  | Paolo Bailetti         | Marco Marzano       | Vicente Elvira      |
| 2004  | Paolo Bailetti         | Domenico Pozzovivo  | Fumiyuki Beppu      |
| 2005  | Matteo Priamo          | Alessandro Raisoni  | Simone Stortoni     |
| 2006  | Roberto Ferrari        | Luca Conati         | Marco Bandiera      |
| 2007  | Tomislav Dančulović    | Sergey Rudaskov     | Daniel Martin       |
| 2008  | Egor Silin             | Edoardo Girardi     | Oleh Opryshko       |
| 2009  | Richie Porte           | Alfredo Balloni     | Davide Mucelli      |
| 2010  | Moreno Moser           | Michael Matthews    | Matteo Trentin      |
| 2011  | Nicola Boem            | Alberto Cecchin     | Moreno Moser        |
| 2012  | Alfio Locatelli        | Juan Pablo Valencia | Nathan Pertica      |
| 2013, | Andrea Zordan          | Davide Villella     | Alberto Bettiol     |
| 2014  | Andrea Toniatti        | Gianni Moscon       | Matvey Nikitin      |
| 2015  | Simone Consonni        | Francesco Rosa      | Davide Martinelli   |
| 2016  | Aleksandr Riabushenko  | Andrea Vendrame     | Marco Bernardinetti |
| 2017  | Giacomo Zilio          | Francesco Romano    | Stefano Oldani      |